# Левон I
Левон I (Лео I, Леон I; арм. Լեոն Ա, ?—14 февраля 1140, Константинополь) — четвёртый правитель Киликийской Армении или «Властелин Гор» из династии Рубинянов (1129—1137), сын Костандина I.

## Биография

### Ранние годы
Левон был младшим сыном Константина I, властелина Киликии. Вполне вероятно, что его матерью была правнучка византийского военачальника Варды Фоки. До воцарения являлся военачальником своего брата Тороса I. Ещё при жизни своего брата Левон снискал славу храброго воина, участвовал в битве при Аазазе По свидетельству Матеоса Урхаеци в 1118 г. он помогал антиохийскому князю Роджеру при осаде Алеппо: «В этот день армянский князь Левон снискал славу храброго воина Христа. Его славили франкские воины. Начиная с этого дня, Роджер полюбил армянских воинов».

### Восхождение на престол

Киликийская Армения и государства Крестоносцев — 1135 г.

Торос I, брат Левона, умер в 1129 году, его сын Константин умер несколько месяцев спустя, в ходе дворцовых интриг и власть перешла к Левону. Другие авторы (например Яков Казарян, Ваан Куркджян) предполагают, что у Тороса I не было наследников мужского пола и после его смерти на престол взошёл непосредственно Левон.

### Правление
Первые годы правления Левона пришлись на неблагоприятные для страны времена. В феврале 1130 года антиохийский князь Боэмунд II, чьей целью было восстановить утраченные владения княжества, решил, что настал подходящий момент для того, чтобы вернуть Аназарб (бывший антиохийский город, завоеванный армянами ещё при Торосе I) и организовал военный поход на Киликию. Левон же, опасаясь антиохийского вторжения, заключил союз с правителем государства Данишмендидов Эмиром Гази II, и в том же 1130 году, недалеко от Мамистры, войска Боэмунда были разбиты совместными армяно-туркменскими силами. В бою погиб также князь Боэмунд, а его голову Эмир Гази отправил к Халифу в Багдад. Убийство Боэмунда послужило поводом для последующего восточного похода византийского императора Иоанна Комнина, тем более что в Конийском султанате разгоралась борьба за власть между сыновьями покойного султана и для византийцев это было подходящим моментом для того, чтобы вернуть утраченные малоазиатские владения империи.
Вскоре после смерти Боэмунда II, Левон занял Тарс, Маместию и Адану в Равнинной Киликии, об этом свидетельствуют хроника Смбата Гундстабля, Михаил Сириец и ряд арабских источников. В 1133 году Левон захватывает замок Сарвентикар у правителя Мараша Балдуина.
В 1136 году новый князь Антиохии Раймунд I, который также претендовал на занятые Левоном владения, с одобрения короля Фулька Иерусалимского начал войну против Киликии. Вместе с Балдуином Марашским он напал на владения Левона, однако последний с помощью своего племянника, графа Жослена Эдесского, отбил нападение антиохийцев. Торжествующий победу Левон согласился на личные переговоры с Балдуином, однако тот предательски захватил армянского князя в плен и отправил в Антиохию.
Пользуясь отсутствием Левона, данишмендский эмир Мухаммад вторгся в Киликию и уничтожил весь урожай. Потрясенный этим бедствием Левон купил свою свободу, отказавшись от Сарвентикара, Маместии и Аданы в пользу Раймунда, а также заплатив большой выкуп. Однако, освободившись из плена и вернувшись в Киликию, армянский князь вернул себе эти города. Война разразилась вновь пока в начале 1137 года усилиями Жослена было установлено перемирие между двумя странами. Обе монарха понимали что поход императора Иоанна грозил и Киликии и Антиохии, так что им пришлось сформировать единый альянс против византийцев.

### Оккупация Киликии византийцами
Союз с Антиохией был недолгим. Несмотря на сопротивление армян (в Аназарбе армянский гарнизон сопротивлялся в течение 37 дней), императору удалось взять один за другим ряд киликийских городов и крепостей и направился на Антиохию. Начавший свой малоазиатский поход под предлогом защиты православного населения Антиохии Иоанн Комнин решил предъявить претензии Раймунду на Антиохийское княжество, которую некогда фактически присвоил себе Боэмунд Тарентский, тогда как должен был передать её Алексею I, отцу Иоанна. Раймунд, союзники которого были заняты своими проблемами, был вынужден признать вассальную зависимость от Византии. После подчинения Антиохии император направил свои войска обратно на Киликию. Византийцы застали Левона в родовом замке Рубинянов — Вахке (ныне Феке, Турция) после долгого сопротивление обороняющихся, под ударами Византии последний оплот Киликийского княжества пал. Византийский хронист Никита Хониат пишет об осаде Вахки: "Армяне не только не просили пощады, но даже не соглашались ни на какой мирный договор…, и нисколько не боялись сражения… ".
Так несмотря на отчаянное сопротивление, Киликийское княжество пало в 1137 г., а уведенный со своим семейством (женой и двумя сыновьями — Рубеном и Торосом) в Константинополь, князь Левон умер в тюрьме вскоре после казни своего сына Раймонда (Рубена), 14 февраля 1140 года. Его княжество на короткое время было ликвидировано и присоединено к Византии.
В отличие от своего отца и брата, принц Торос пережил константинопольское пленение и в 1143 году ему удалось бежать. Возвратившись в Киликию, царевич Торос, взошедший на престол как Торос II, возглавил армянские войска и изгнал из страны византийские гарнизоны, освободив оккупированные регионы, в частности, вернув Вахку, Бардзрберд (ныне Андырын, Турция), Сис, Аназарбу, Адану, Мопсуестию (Мамистра) и Тарс.

### Брак и дети
Имя и происхождение его жены неизвестно. Не исключено, что его жена была дочерью графа Гуго I Ретельского — Сесилия, или возможно дочерью Гавриила Мелитенского.
- Неназванная дочь, жена «франкского рыцаря из Антиохии»[3]
- неназванная дочь, жена Василия Тха, князя Ефратеса.[3]
- (?)[3] Константин[1] (? Эдесса, 1138/1144)[3]
- Торос II (? — 6 февраля 1169)[3]
- Стефан (до 1110 — 7 февраля 1165 г.)[3]
- Млех (до 1120 — 15 мая 1175, Сис)[3]
- Рубен (после 1120—1138(?)/1141[3])